# Wissenschaftskolleg
Ein Wissenschaftskolleg ist eine Forschungseinrichtung, deren Kernaufgabe die Förderung von Gastwissenschaftlern (Fellows) ist. Die erste Institution dieser Art und versehen mit weitgehender Vorbildfunktion für alle weiteren Wissenschaftskollegs ist das Institute for Advanced Study (IAS) an der Princeton University (USA). Mehrere dieser Institutionen sind im Verband  SIAS (Some Institutes for Advanced Studies) organisiert.
Wissenschaftskollegs im deutschsprachigen Raum:
- Wissenschaftskolleg zu Berlin
- Zentrum für interdisziplinäre Forschung in Bielefeld
- Alfried Krupp Wissenschaftskolleg Greifswald
- Institut für Höhere Studien (IHS) in Wien
- Internationales Forschungszentrum Kulturwissenschaften (IFK) in Wien
- Hanse-Wissenschaftskolleg Delmenhorst
- Max-Weber-Kolleg für kultur- und sozialwissenschaftliche Studien in Erfurt
- Historisches Kolleg in München

Europäische Wissenschaftskollegs:
- Collegium Budapest
- Netherlands Institute for Advanced Study in the Humanities and Social Sciences (NIAS)
- Swedish Collegium for Advanced Study in the Social Sciences (SCASSS) in Uppsala